# Lemavos

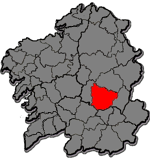
Situación de la Terra de Lemos, territorio de los antigos lemavos.

Los Lemavos eran una tribu céltica de la Gallaecia, perteneciente al convento jurídico lucense, cuyo territorio puede reducirse a la actual Tierra de Lemos, en el Sur de la Provincia de Lugo, España.

## Cultura
Los Lemavos pertenecían a la conocida como `cultura castreña´, cultura prerromana de corte céltico, caracterizada entre otras cosas por la construcción de núcleos llamados castros, por rasgos artísticos comunes, adoración de los fenómenos naturales y de deidades pancélticas como el Dios Lug, y desarrollada en el norte de España durante la edad prerromana.

## Reducción geográfica
Los lemavos están reducidos a la Terra de Lemos, ya que el nombre del pueblo se conservó en la comarca, en documentos altomedievales, bajo el nombre de Lemavus o Lemabus.
Dactonium, su capital, trajo más dificultades a la hora de identificar su situación, aunque aparecía en mapas de la Alta Edad Media como "Castrum Actonium", que expresamente indicaban que en aquella época se empezaba denominar Pino, "Castrum actonium, quod dicitur Pinus" porque su asentamiento se sitúa en la parte alta de Monforte de Lemos, ocupada hoy por el Monasterio de San Vicente del Pino, hoy convertido en Parador de Turismo, y el conjunto histórico artístico que engloba la muralla y torre del homenaje, junto con los restos el palacio de los Condes de Lemos. Se ha polemizado sobre la localización efectiva del asentamiento, debido a la existencia de restos castreños en lugares próximos como Castillón. Durante el 2007 excavaciones en la falda del monte, dejaron al descubierto restos de un Castro y diversos vestigios prerromanos, lo cual vino a reforzar la teoría que situaría el asentamiento de los Lemavos en la actual localización de San Vicente del Pino.

## Reclutamento militar
Colaboraron con el ejército Romano, formando el Ala I Lemavorum y la Cohors I Lemavorum civium romanorum, una cohorte que luchó al servicio del ejército romano, de todo lo cual quedan vestigios escritos.

## Etimología
El gentilicio Lemavos, ha sido puesto en paralelo con el de la tribu Gala de los lemovices y, siguiendo a Grohler y Holder, ambos estarían ligados a unha raíz céltica *limos / *lemos "olmo". Se la ha asociado también con la raíz de origen céltico de la palabra gallega "Lama" ("Barro"), que llevó a otorgar al topónimo "Lemos" el significado de tierra húmeda o fértil, sospecha acrecentada por el terreno altamente arcilloso en el que se ubica Monforte de Lemos. Pero en última instancia, el nombre Lemos deriva directamente del étnico Lémavos y no de una característica del terreno. Así, a través de toda la documentación medieval de los monasterios se puede rastrear y seguir la siguiente evolución: Lémavos > Lémaos > Lémoos > Lemos, con una evolución totalmente regular. Es un topónimo étnico como Valdeorras (<Val de Gigurros), Trives (<Tíburos), Céltigos, Postmarcos (<Praestamáricos), Cobres (<Copori),Tamagos (<Tamáganos), y varias decenas más, todos en Galicia.
Lemavos significarían por lo tanto "los habitantes del lugar arcilloso".